# KRI Hasanuddin (2007)
KRI Hasanuddin (366) is een Indonesisch korvet van de Sigmaklasse. Het schip is vernoemd naar de Sultan Hasanuddin, een Sultan die zich tijdens de16de eeuw verzetten tegen onder meer het Nederlandse handelsmonopolie. De bouw van de Hasanuddin vond plaats bij de scheepswerf Koninklijke Schelde Groep uit Vlissingen. Het schip is in 2007 in dienst genomen bij de Indonesische marine en is het tweede schip dat vernoemd is naar Sultan Hasanuddin.